# チャマラル人
チャマラル人（チャマラルじん、チャマラル語: чамала-ди, чама-ига; アヴァル語: ЧӀамалал; ロシア語: Чамалалы;  英語: Chamalal people）とは、ロシア連邦のダゲスタン共和国に居住する少数民族である。アヴァール人の一派とされる。

## 概要
ダゲスタンのチュマジンスキー地区に居住する民族で、北東コーカサス語族のダゲスタン語派、アヴァル・アンディ諸語に属するチャマラル語を話す。
殆どが8世紀または9世紀頃に伝わったイスラム教スンニ派を信仰する。ロシアの人口統計ではアヴァール人に含まれる。